# شخم‌پشته
شخم‌پشته (به لاتین: Şıxımpeştə) یک منطقهٔ مسکونی در جمهوری آذربایجان است که در شهرستان آستارا و در دهیاری موتولایاتاق واقع شده‌است.

## ریشه واژه
شخم‌پشته از دو واژه تالشی شخم یا شیخ یا شخ به‌معنای مرتفع و انبوه و زیاد و پشته به معنای تپه تشکیل شده‌است و معنای کلی آن به‌صورت تپه مرتفع است.